# 賓·皮雅臣
本杰明·戴维·本·皮尔逊（英語：Benjamin David "Ben" Pearson，1995年1月4日—）是英格蘭職業足球運動員，司職中場，現効力英冠球隊史篤城。

## 俱乐部生涯
2004年7月，九岁的小球员皮尔森（Juniors Pearson）加入了曼联青训营。
2015年1月8日，皮尔森被短期租借至英甲球队巴恩斯利，租期为一个月。 他于2015年7月18日再次回到巴恩斯利，签订为期六个月的租借合同。
2016年1月11日，他以未公开的转会费加盟普雷斯顿北区。 同年12月，他与普雷斯顿续约三年半。 2021年1月29日，皮尔森以未公开的费用转会至伯恩茅斯。
2023年1月31日，皮尔森租借加盟斯托克城，效力至2022-23赛季结束，与曾在普雷斯顿时的主教练亚历克斯·尼尔重逢。 皮尔森为斯托克出场14次，球队以第16名完成赛季。 2023年7月8日，他永久转会至斯托克，签约四年，转会费未公开。

## 數據
最後更新：2015年4月25日
| 球會          | 球季     | 級別               | 聯賽 | 聯賽 | 英格蘭足總盃 | 英格蘭足總盃 | 英格蘭聯賽盃 | 英格蘭聯賽盃 | 合計 | 合計 |
| 球會          | 球季     | 級別               | 出場 | 入球 | 出場         | 入球         | 出場         | 入球         | 出場 | 入球 |
| ------------- | -------- | ------------------ | ---- | ---- | ------------ | ------------ | ------------ | ------------ | ---- | ---- |
| 曼徹斯特聯    | 2014–15  | 英格蘭足球超級聯賽 | 0    | 0    | 0            | 0            | 0            | 0            | 0    | 0    |
| 班士利 (租借) | 2014–15  | 英格蘭足球甲級聯賽 | 21   | 1    | —            | —            | —            | —            | 21   | 1    |
| 生涯合計      | 生涯合計 | 生涯合計           | 21   | 1    | 0            | 0            | 0            | 0            | 21   | 1    |

## 外部連結
- 足球数据库：Ben Pearson的球员统计数据
- Profile at ManUtd.com
- Profile （页面存档备份，存于） at RedStat.co.uk
- Profile （页面存档备份，存于） at TheFA.com